# Hieronymus Georg Zeuthen
Hieronymus Georg Zeuthen (Grimstrup, Municipi d'Esbjerg, Dinamarca, 16 de juny de 1839 - Copenhaguen, 6 de gener de 1920) va ser un matemàtic i historiador de les matemàtiques danès.

## Vida i Obra
Malgrat haver nascut a Grimstrup, on el seu pare era pastor luterà, va fer els seus estudis secundaris a Sorø, on va conèixer Julius Petersen amb qui va fer amistat de per vida. El 1857 va ingressar a la universitat de Copenhagen, on es va graduar en matemàtiques el 1862.
El 1863, amb una beca del govern danès, va anar a estudiar a París amb Michel Chasles. Hi va conèixer altres joves geòmetres com Jean Gaston Darboux, Felix Klein o Sophus Lie. En retornar a Dinamarca i després d'uns mesos de servei militar, va treballar en la seva tesi doctoral que va presentar el 1865 seguint les teories enumeratives de les còniques de Chasles. El propi Chasles va fer que es publiqués, en francès, a la revista Nouvelles Annales de Mathèmatiques (1866).
El 1866 va començar la docència a la universitat de Copenhagen, en la que va ser successivament professor adjunt (1866), extraordinari (1869), associat (1875) i titular, a partir de 1886. En va ser rector en dues ocasions (1895-6 i 1905-6); també va ensenyar a l'Institut Politècnic de la ciutat.
Els seus treballs acadèmics versen en general sobre geometria, però també és recordat com historiador de les matemàtiques, vessant a què es va anar inclinant progressivament a partir de 1876. Hi destaquen els seus estudis interpretatius de la matemàtica clàssica dels grecs.